# Perth, Tasmanien
Perth är en ort i Australien. Den ligger i kommunen Northern Midlands och delstaten Tasmanien, i den sydöstra delen av landet, omkring 150 kilometer norr om delstatshuvudstaden Hobart.
Trakten är tätbefolkad. Närmaste större samhälle är Launceston, omkring 15 kilometer norr om Perth.